# Levanga北海道
Levanga北海道（日：レバンガ北海道）是位於北海道札幌市的日本職業籃球隊。由「Levanga北海道股份有限公司」負責營運。 球隊於2011年成立，目前隸屬於B.LEAGUE B1聯盟的東區。2025年由Timee老闆小川嶺買下最大股權成為最大股東。
「北海道神風」為錯誤的名字且不該被使用。

## 概要
Levanga北海道是一支全體選手皆簽有職業合約的職業籃球隊。球隊由Levanga北海道股份有限公司（前身為北海道籃球俱樂部股份有限公司）負責營運。
球隊名稱（Levanga）取自日語「加油」（がんばれ）的倒語，寓意著希望永遠是一支能夠持續受到北海道民聲援與支持的球隊，並蘊含這樣的誓言。
俱樂部在2017年3月負債2億日元，之後已經還清了 。

### 球衣贊助商（2024-25 賽季）
- 供應商：EGOZARU（日语：EGOZARU） [9]
- 球衣正面：北海電工（左肩）、Diamond Head（中央）
- 球衣背面：醫療法人喬成會 花川醫院（背號上方）、野口觀光（日语：野口観光）（球員姓名下方）
- 球褲：日本航空（右前腰部）、大藤學園（右前大腿上方）、北海道新聞社（右前大腿下方）、Leofan（左前上方）、北海道可口可樂裝瓶公司（日语：北海道コカ・コーラボトリング）（左前下方）、伊藤忠 EneX Home Life（右後方）、AGH（左後方）

### 歷代球衣
| HOME      | HOME      | HOME      | HOME      | HOME      |
| --------- | --------- | --------- | --------- | --------- |
| 2017 - 18 | 2018 - 19 | 2019 - 20 | 2020 - 21 | 2021 - 22 |
| 2022 - 23 | 2023 - 24 | 2024 - 25 |           |           |
|           |           |           |           |           |

| AWAY      | AWAY      | AWAY      | AWAY      | AWAY      |
| --------- | --------- | --------- | --------- | --------- |
| 2017 - 18 | 2018 - 19 | 2019 - 20 | 2020 - 21 | 2021 - 22 |
| 2022 - 23 | 2023 - 24 | 2024 - 25 |           |           |
|           |           |           |           |           |

| Other                               | Other                               | Other                                   | Other                             | Other                                   |
| ----------------------------------- | ----------------------------------- | --------------------------------------- | --------------------------------- | --------------------------------------- |
| 2017 - 18 · 火腿鬥士 · 聯名         | 2018 - 19 · 火腿鬥士 · 聯名         | 2019 - 20 · 火腿鬥士 · 聯名             | 2019 - 20 · 札幌岡薩多 · 聯名     | 2020 - 21 · 感謝所有醫療 · 工作者的一天 |
| 2021 - 22 · 3rd                     | 2021 - 22 · 帶廣舉行 · 四葉乳業聯名 | 2021 - 22 · 選手 · 製作日               | 2021 - 22 · 札幌岡薩多 · 聯名     | 2022 - 23 · 3rd                         |
| 2022 - 23 · 帶廣舉行 · 四葉乳業聯名 | 2022 - 23 · 札幌岡薩多 · 聯名       | 2022 - 23 · 選手 · 製作日 · 2天紀念球衣 | 2022 - 23 · 可口可樂 · 贊助的比賽 | 2023 - 23 · 3rd                         |
| 2023 - 23 · 可持續發展目標日        | 2023 - 23 · 札幌岡薩多 · 聯名       | 2023 - 23 · 可口可樂 · 贊助的比賽       | 2024 - 25 · 3rd                   | 2024 - 25 · 帶廣舉行 · 四葉乳業聯名     |
|                                     |                                     |                                         |                                   |                                         |

### 主場比賽
主場比賽場地以北海道立綜合體育中心（北海道立綜合體育館）為主。
其他曾舉辦過比賽的場地包括 真駒内屋内競技場（真駒內Sekisui Heim冰上競技場）、札幌流通綜合會館、旭川市綜合體育館、北海道立野幌綜合運動公園綜合體育館、千歲市運動中心、惠庭市綜合體育館、函館市民體育館、釧路根室圏綜合體育館、苫小牧市綜合體育館、芦別市綜合體育館、北廣島市綜合體育館、伊達市綜合體育館、函館體育館等。在 2012-13 賽季，球隊首次於北海道以外地區舉辦主場賽事，於仙台市的仙台Xebio體育館舉行了1節（2場比賽）。

### 啦啦隊
- Passistas Spirits（日语：パシスタスピリッツ）

與 Spirits of Northland股份有限公司合作。

### 吉祥物
- 名字：レバード（Levird）[12]
- 背號：014
- 生日：11月9日
- 出身地：北海道二海郡八雲町
- 設計原型：オオワシ（虎頭海鵰）

這個名字是於 2013-2014 賽季期間公開募集，從總計 776 封應徵作品中選出。牠除了進行日常的密集訓練外，也身兼球隊吉祥物的宣傳角色，活躍於各種行銷活動中。
出生於北海道二海郡八雲町的 JR 函館本線鷲ノ巣駅。由於該站於 2016 年 3 月 26 日的列車時刻表改點中被廢止，牠曾回到故鄉探訪。

### 主場賽事主持人（MC）
- 八幡淳（日语：八幡淳）
- 箕輪直人（日语：箕輪直人）
- ジャイアン（Giant）（日语：Mic_Jack_Production#メンバー）（FM NORTH WAVE 電台 DJ、Mic Jack Production 成員（日语：FM_NORTH_WAVE））
- 中村剛大（日语：中村剛大）(UHB北海道文化放送主播）

### 官方應援歌曲
- 《閃耀的未來（世界）》 - 2013年9月14日發表
- 《Go!Go! Levanga》 - 2017年發表，由同年擔任官方大使的男子偶像團體NORD（日语：NORD）演唱[15]。
- 《boundless》 - 2020年發表，由樂團TRIPLANE（日语：TRIPLANE）演唱，作為主場比賽結束後的背景音樂使用。

## 歴史

### Levanga北海道

#### 成立
2006年4月20日，營運公司「幻想娛樂公司（Fantasia Entertainment）」成立。公司代表由曾任COTY公司代表董事社長的人士擔任，同時擔任北海道足球俱樂部（札幌岡薩多）董事的水澤佳壽子擔任。
球隊名稱透過公開徵選產生，最終入選的三個候選名稱為「ファンタマジック北海道」、「フライングフォックス北海道」以及「レラカムイ北海道」。經過評選後，最終決定採用「レラカムイ北海道」，並於2006年11月28日正式發表。
在日本籃球聯賽（JBL）首屆參賽的8支球隊中，擁有營運權的球隊除了レラカムイ外，還有兩支以愛知縣為主場的球隊三遠新鳳凰與名古屋鑽石海豚（其中三遠新鳳凰於2008年退出）。然而這兩隊在登記上仍屬企業團隊，營運公司為獨立法人、純職業化經營的俱樂部隊伍，當時僅有レラカムイ北海道與2008年加入的宇都宮皇者這兩支球隊。

### B.LEAGUE

##### 2024-25賽季（B1 東區）
口號：なまら ～無論任何事、任何時刻，皆以全綠應對。～
小野寺龍太郎體制邁入第二年。
主場開幕戰將於10月12日在帶廣市綜合體育館舉行，對戰長崎隊，這也是睽違13年再次在帶廣舉行主場開幕戰。此外，12月28日與29日對戰三河海馬的比賽，將在北廣島市的ES CON FIELD HOKKAIDO舉辦。這場比賽成為日本籃球史上首次在日本職棒主場的棒球場舉行B聯盟例行賽，過去僅有1996年與1999年在東京巨蛋舉辦過NBA例行賽，距今已有25年，是B聯盟自2016年創立以來的首例。
此外，12月28日在ES CON FIELD對三河海馬的比賽，更創下聯盟史上最多觀眾人數紀錄，達 19,762人。

### 洲際
- ABA俱樂部錦標賽（英语：ABA Club Championship）
  - 亞軍: 2008

## 外部連結
- 官方網站 （页面存档备份，存于）
- Team Profile （页面存档备份，存于）